# 長崎バス松ヶ枝営業所

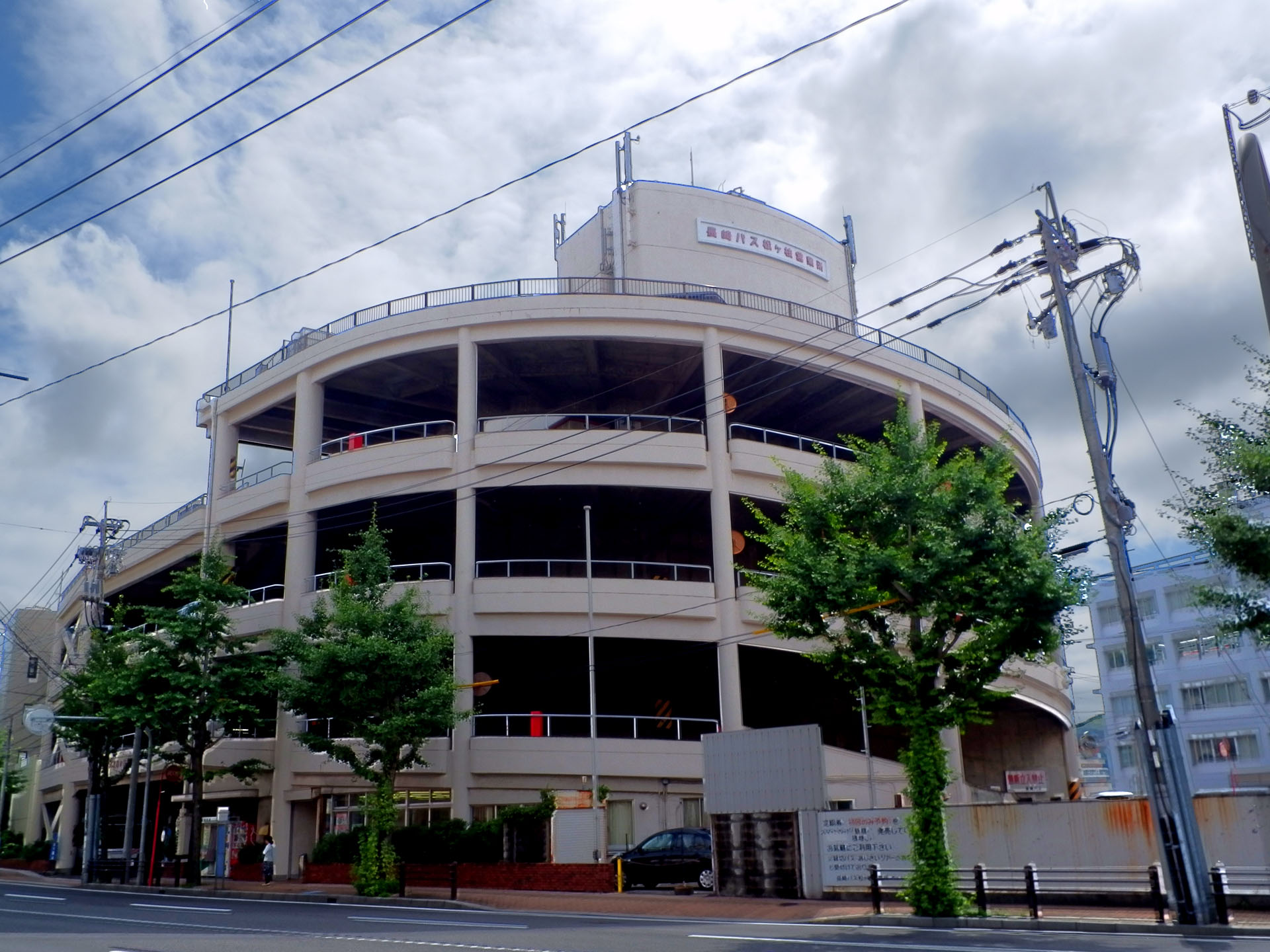
松ヶ枝営業所建屋（表側）

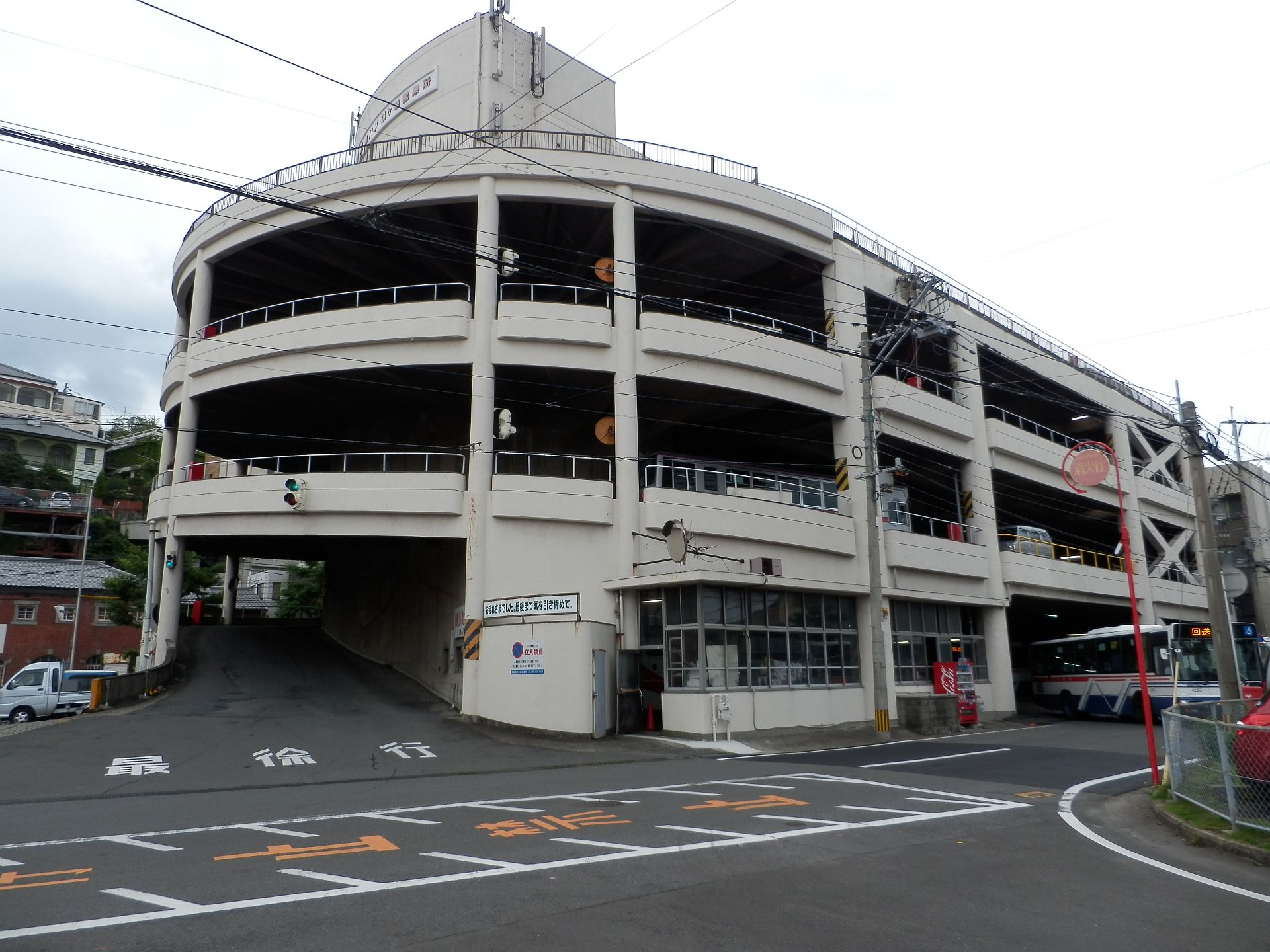
建屋裏側の車両出入口

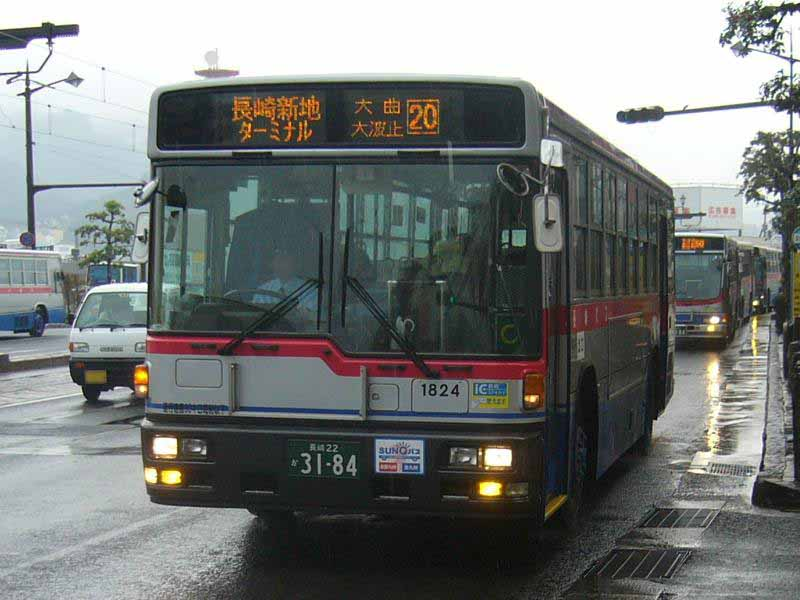
松ヶ枝営業所所属車両

長崎バス松ヶ枝営業所（ながさきバスまつがええいぎょうしょ）は、長崎県長崎市松が枝町6番6号にあり、長崎市西部・北東部や長与町に至る路線を担当する長崎自動車の営業所である。

## 沿革
- 1976年（昭和51年）9月10日 三菱鉱業セメントより駐車場用に敷地を購入[1]。
- 1978年（昭和53年）3月1日 立体駐車場が完成し、松ヶ枝営業所開設。全国初のバス専用立体駐車場となる[2]。
- 2002年（平成12年）4月29日 常盤町営業所を廃止し統合。一部路線を新設の桜の里営業所に移管[3]。

## 構造
常盤町営業所の路線を一部分割する形で設立。敷地面積が狭いため、限られた土地を有効に利用すべく地上3階と屋上の立体駐車場構造となった。1階の一部には営業所窓口と運行管理部門の事務所が設けられ、それ以外の営業所の建屋はバスの駐車場となっている。洗車ピットと給油施設は建屋向かいの敷地内に設置されている。
長崎バスの中では桜の里営業所に次ぐ規模の大きな事業所となっている。
事実上の前身である常盤町営業所は新地ターミナル運用に伴う拠点として建てられた経緯があり、その役目を引き継いだ松ヶ枝営業所も同様に約1km離れた長崎新地ターミナルを最寄りの始発・終点として営業運転を行っている。

## 現行路線

### 福田線
経由番号は、福田車庫前・柿泊行が9番、市役所上経由新地中華街行は10番、大波止経由新地中華街行は17番である。※は一部の便が始発・終点として使用する。
- 新地中華街 - 大波止 - 長崎駅前 - 宝町 - 稲佐橋 - 飽の浦 - 大曲（飽の浦トンネル）- 福田車庫前
- 新地中華街 - 大波止 - 長崎駅前 - 宝町 - 稲佐橋 - 飽の浦 - 大曲 - 福田車庫前 - 小江小浦 - 柿泊（ - 式見 - 相川※）
- 柿泊→小江小浦→福田車庫前※→大曲→飽の浦→稲佐橋→宝町→長崎駅前→大波止→出島→新地中華街→メディカルセンター
- 福田車庫前→飽の浦トンネル→飽の浦→旭大橋→大波止→出島→新地中華街
- 福田車庫前→飽の浦トンネル→飽の浦→稲佐橋→宝町→長崎駅前→市役所上→万才町→中央橋→新地中華街

長崎市中心部と西部の福田・小江地区を結ぶ路線。1936年（昭和11年）に山一バスが竹の久保 - 福田線として開通した。その後戦時中の燃料不足により山一バスが経営難となり運休、1944年（昭和19年）に長崎バスが路線権を買収し、以後長崎バスが運行を行なっている。ただし買収当時は戦時中の物資不足に加え、軍隊召集による人員不足ですぐには運行再開に至らず、1948年（昭和23年）より運行が再開された。その後徐々に路線は延長され、1954年（昭和29年）までに式見まで路線が延長された。小江小浦 - 柿泊間は当初、長尺車の通行が困難な国道202号線の非常に狭く曲がりくねった山道を経由していたが、1985年（昭和60年）10月23日より新道（10月22日開通）の小江小浦トンネル経由となり、旧道経由は廃止された。
常盤町営業所統合以前より松ヶ枝営業所の担当路線となっており、一時期桜の里営業所と共同で運行していたが、2006年（平成18年）より松ヶ枝営業所がメインの運行体制となっている。
上記のほかにも区間便などが存在する。日中は15分に1本の間隔で運行されている。通常は稲佐橋を渡り、飽の浦から入船町の大曲バス停を経由して大浜町に至る。この区間は住宅が多いものの道は狭く、大曲バス停付近には連続のヘアピンカーブも存在する。ただし通勤時間帯には福田方面発着便の一部が飽の浦トンネルを、福田方面発便の一部は飽の浦トンネルに加えて旭大橋も経由してショートカットを行い、所要時間を短縮している。手熊以降は小江原経由の相川行きと合流し、式見までは基本的に狭く曲がりくねった住宅地沿いの旧道を通る。福田経由相川行は一日に数本のみ運行される。
2024年春のダイヤ改正で、福田車庫前 - 福田サンセットマリーナ間は廃止された。経由番号は2024年春のダイヤ改正まで、福田方面行きは6番、新地中華街行きは全て20番が割り振られていた。
新地中華街始発のバスは中央橋（肥後銀行前）を経由し、大波止経由新地中華街行は出島を経由する。

### 三川町・西山台線
経由番号は住吉経由三川町・西山台団地行が2番、純心校前経由三川町行は割り振りなし、市役所上経由新地中華街行は10番、大波止経由新地中華街行は17番である。※は一部の便のみ始発・終点として使用する。
- 新地中華街 - 市役所上（大波止） - 長崎駅前 - 宝町 - ココウォーク茂里町 - 大橋 - 住吉 - 昭和町 - 三川橋 - 三川町※ - 西山台団地
- 新地中華街 - 市役所上 - 長崎駅前 - 宝町 - ココウォーク茂里町 - 大橋 - 純心校前 - 昭和町 - 三川橋 - 三川町

長崎市中心部と北東部のベッドタウンである西山台とを昭和町経由で結ぶ路線である。1954年（昭和29年）8月30日より三川町行きの運行を開始、1979年（昭和54年）11月19日より西山台団地へ路線が延長された。ほとんどの便が市役所上・住吉経由だが、一部に大波止や純心校前を経由する便もある。経由番号は2024年春のダイヤ改正まで、住吉経由三川方面行きが1番、純心校前経由三川方面行きが9番、新地中華街行きは全て20番が割り振られていた。

### 恵の丘線
系統番号は、住吉経由恵の丘行が2番、純心校前経由恵の丘行は割り振りなし、市役所上経由新地中華街行は10番、大波止経由新地中華街行は17番である。※は一部の便のみ始発・終点として使用する。
- 新地中華街 - 中央橋※ - 市役所上（大波止） - 長崎駅前 - 宝町 - ココウォーク茂里町※ - 大橋※ - 住吉 - 昭和町 - 三川橋 - 川平六枚板入口 - 流合橋（ながれあいばし） - 恵の丘（めぐみのおか）
- 新地中華街 - 中央橋 - 大波止 - 長崎駅前 - 宝町 - ココウォーク茂里町※ - 大橋 - 純心校前 - 昭和町 - 三川橋 - 川平六枚板入口 - 流合橋 - 恵の丘

長崎市中心部と東北部山間の川平（かわびら）地区を結ぶ路線である。1974年（昭和49年）2月1日に流合橋までの路線が開通し、現在の恵の丘には1978年（昭和53年）9月1日より乗り入れている。
終点の恵の丘には長崎純心大学があり、通学路線としての性格も強く、大橋やココウォーク茂里町が始発・終点の便もある。日中は市役所上経由がメインに約30分間隔で運行される。一部の便は大波止を経由するが、ほとんどは市役所上経由である。多くの便は商業施設チトセピアや商店街のある住吉方面を経由するが、朝晩の一部には、所要時間が短く長崎大学の東門や純心高校のある県道113号線を経由する（純心校前経由）で運行される。なお市役所上かつ純心校前経由は存在しない。なお、2024年春からの行先表示は「恵の丘（長崎純心大学）」と表示されていたが、2024年秋からの表示では「恵の丘」のみに変更された。経由番号は2024年春のダイヤ改正まで、住吉経由恵の丘行きが1番、純心校前経由恵の丘行きが9番、新地中華街行きは全て20番が割り振られていた。

### 女の都団地線
系統番号は女の都団地行が2番、新地中華街行が17番である。
- 新地中華街 - 大波止 - 長崎駅前 - 宝町 - ココウォーク茂里町 - 大橋 - 住吉 - 昭和町 - 女の都入口 - 女の都団地

長崎市の中心部と北部のベッドタウンである女の都（めのと）地区を結ぶ路線である。1973年（昭和48年）12月29日よる運行を開始した。基本的に住吉を経由して運行されるが、早朝の上りのみ純心校前を経由するものやメディカルセンターまで運行されるものもある。一日を通して60分に1本の間隔で運行される。途中の女の都入口までは経路が完全に重複する長与ニュータウン線の補完路線にもなっている（ただし本系統には市役所上を経由する便は存在しない）。経由番号は2024年春のダイヤ改正まで、女の都団地行きが1番、新地中華街行きが20番と割り振られていた。
女の都団地行は中央橋（肥後銀行前）を経由し、新地中華街行は出島を経由する。

### 長与ニュータウン線
系統番号は、住吉経由長与ニュータウン行が2番、純心校前経由長与ニュータウン行は割り振りなし、市役所上経由新地中華街行は10番、大波止経由新地中華街行は17番である。※は一部の便のみ始発・終点として使用する。
- 新地中華街 - 市役所上（大波止）- 長崎駅前 - 宝町 - ココウォーク茂里町 - 大橋 - 住吉 - 昭和町 - 女の都入口 - 商業入口 - 青葉台団地 - 長与駅西口 - 池原 ‐ 長与ニュータウン
- 新地中華街 - 大波止 - 長崎駅前 - 宝町 - ココウォーク茂里町 - 大橋 - 純心校前 - 昭和町 - 女の都入口 - 商業入口 - 青葉台団地 - 長与駅西口 - 池原 ‐ 長与ニュータウン
- 新地中華街 - 大波止（市役所上） - 長崎駅前 - 宝町 - ココウォーク茂里町 - 大橋※ - 住吉 - 昭和町 - 女の都入口 - 商業入口※ - 長崎商業（学休日運休）
- 長与ニュータウン→池原→長与駅西口→青葉台団地→商業入口→女の都入口→昭和町→純心校前（住吉）→大橋→ココウォーク茂里町→宝町→長崎駅前→大波止（市役所前）→新地中華街（→メディカルセンター※）

長崎市の中心部と、ベッドタウンである長与町の青葉台や長与ニュータウンを結ぶ路線である。1974年（昭和49年）9月8日に青葉台団地行きとして運行開始。翌1975年（昭和50年）5月3日より長与ニュータウンへの乗り入れを行なっている。青葉台団地周辺では昭和町方向のバス停に長与ニュータウン行きが、長与駅方向のバス停に新地中華街行きが停車する。日中は30-60分に1本の間隔で運行される。1日に数便ほど大波止・住吉経由や大波止・純心校前経由で運行するものもある。経由番号は2024年春のダイヤ改正まで、住吉経由長与ニュータウン行きが1番、純心校前経由長与ニュータウン行きが9番、新地中華街行きは全て20番が割り振られていた。
長与ニュータウン行は中央橋（肥後銀行前）を経由し、大波止経由新地中華街行は出島を経由する。

### 緑ヶ丘団地線
系統番号は緑ヶ丘団地行が2番、新地中華街行が10番である。※は一部の便が始発・終点として使用する。
- 新地中華街 - 中央橋 - 市役所上 - 長崎駅前 - 宝町 - ココウォーク茂里町 - 大橋 - 住吉 - 昭和町 - 女の都入口 - 商業入口 - 県立大学シーボルト校 - サニータウン - 池原 - 緑ヶ丘団地
- 緑ヶ丘団地→池原→サニータウン→県立大学シーボルト校→商業入口→女の都入口→昭和町→住吉（純心校前）→大橋→ココウォーク茂里町→宝町→長崎駅前→大波止→出島表門橋→新地中華街（→メディカルセンター※）

長崎市の中心部と、ベッドタウンである長与町のサニータウンや緑ヶ丘団地を結ぶ路線である。1994年（平成6年）9月10日よりサニータウン行きとして運行開始。その後緑ヶ丘団地まで延伸し、現在は全便が緑ヶ丘団地発着となっている。長与ニュータウン線と運行区間が重複する系統であり、運行本数は1時間1本程度と少ない。経由番号は2024年春のダイヤ改正まで、緑ヶ丘団地行きが1番、新地中華街行きが20番と割り振られていた。
市役所上経由の緑ヶ丘団地行・新地中華街行は中央橋経由で運行される。

### 本川内・琴の尾線
系統番号は琴の尾登口行が1番、新地中華街行が17番である。
- 新地中華街 - 大波止 - 長崎駅前 - 宝町 - ココウォーク茂里町 - 大橋 - 住吉 - 道の尾 - 北陽台高下 - 榎の鼻 - 青葉台団地 - 県立大学シーボルト校 - まなび野団地 - 長与駅西口 - 池原 -（緑ヶ丘団地）- 小原 -（隠川内）- 本川内 - 琴の尾登口
- 新地中華街→大波止→長崎駅前→宝町→ココウォーク茂里町→大橋→住吉→道の尾→北陽台高下→榎の鼻→青葉台団地→県立大学シーボルト校→まなび野団地→長与駅西口→池原→緑ヶ丘団地 （土日祝の最終便のみ）
- 琴の尾登口→本川内→緑ヶ丘団地→池原→崎尾入口→榎の鼻→北陽台高下→道の尾→住吉→大橋→ココウォーク茂里町→宝町→長崎駅前→大波止→出島→新地中華街

長崎市の中心部と、長与町山間の本川内地区を結ぶ路線。1960年（昭和35年）8月1日より本川内行きとして運行開始。運行本数は1~2時間に1本程度と比較的少ない。また一部の便は、隠川内や緑ヶ丘団地を経由して運行されている。過去には、ビューテラス北陽台経由や、緑ヶ丘団地と隠川内のどちらも経由する便など複数のパターンがあったが、2020年4月のダイヤ改正で現存する路線以外は廃止された。ただし、土日の早朝の一本は緑ヶ丘団地と隠川内のどちらも経由する。青葉台団地周辺では昭和町方向のバス停に琴の尾登口行きが、長与駅方向のバス停に新地中華街行きが停車する。本川内バス停から徒歩数分の場所に長崎本線（旧線）の本川内駅がある。経由番号は2024年春のダイヤ改正まで、新地中華街行きは20番が割り振られていた。
琴の尾登口行は中央橋（肥後銀行前）を経由し、新地中華街行は出島を経由する。

### 満永線
系統番号は満永・堂崎行が1番、新地中華街行が17番である。※は一部の便が始発・終点として使用する。
- 新地中華街 - 大波止 - 長崎駅前 - 宝町 - ココウォーク茂里町 - 大橋 - 住吉 - 道の尾 - 北陽台高下 -（ビューテラス北陽台）- 榎の鼻 - 寺の下 - 舟津橋 - 満永※ - 堂崎
- 新地中華街 - 大波止 - 長崎駅前 - 宝町 - ココウォーク茂里町 - 大橋 - 住吉 - 道の尾 - 南陽台中央 - 青葉台団地 - 榎の鼻 ‐ 寺の下 - 舟津橋 -- 満永

長崎市の中心部と、長与町中心部・北部を結ぶ路線。1964年（昭和39年）10月15日より前田河内経由堂崎方面行きとして開通し、1980年（昭和55年）11月10日より多良見大浦まで延長。満永には1986年（昭和61年）7月20日より乗り入れている。旧道の前田河内経由は2021年（令和3年）4月のダイヤ改正で廃止されており、現在は堂崎行きの全便が満永を通る。また多良見大浦行きは2022年（令和4年）のダイヤ改正で廃止された。
日中は30分に1本程度の運行間隔で、1-2時間に1本程度が堂崎発着、残りは満永発着となっている。経由地は北陽台高下経由と南陽台・青葉台経由が約半数ずつ運行されている。南陽台経由において、青葉台団地周辺では昭和町方向のバス停に新地中華街行き、長与駅方向のバス停に満永行きが停車する。堂崎行きは朝の新地発の便を除いてビューテラス北陽台経由で運行される。道の尾温泉経由は2021年（令和3年）4月のダイヤ改正で、丸田温泉経由は2022年（令和4年）10月のダイヤ改正で廃止された。南陽台・青葉台経由には経由地や発着地の追加がなく、全便満永発着で運行される。
西高田線は2017年（平成29年）5月26日に琴の尾登口線の一部の便の経由地として運行を開始。翌2018年（平成30年）4月より、全便が新道の西高田線を経由するようになった。その後2020年（令和2年）4月のダイヤ改正後は、琴の尾登口線の代わりに堂崎行がビューテラス北陽台を経由するようになった。経由番号は2024年春のダイヤ改正まで、新地中華街行きは20番が割り振られていた。
満永バス停がある場所は満永地区の手前にあり、バス停と車庫が長与町総合公園の敷地に囲まれている。堂崎バス停は長与町の北端部付近にあり、周囲は田園地帯となっている。毎年3月から4月のお花見期間には塩床 - 堂崎間にある和三郎憩いの広場前に臨時停留所、「和三郎公園前」が設置される。
満永・堂崎行は中央橋（肥後銀行前）を経由し、新地中華街行は出島を経由する。

### 畦別当線
- 網場道 - 東望道 - 矢上 - 馬場 ‐ 鶴の尾団地西口 ‐ 間の瀬 - 畦別当 - 恵の丘 - 犬継 - 小原 ‐ 池原 ‐ 長与駅西口 - まなび野団地 - 県立大学シーボルト校 - 長崎商業（学休日運休）

矢上と恵の丘（長崎純心大学）、県立大学シーボルト校、長崎商業高等学校を畔別当経由で結ぶ路線である。2017年4月より運行を開始し、朝夕の通勤通学時間に平日のみ一日一往復運行する通学者向けの路線として設定されている。2018年4月より長崎商業発着となり、2021年4月より矢上 - 長崎商業の便が網場道発着に変更された。従来は東長崎営業所の管轄であったが、東長崎営業所廃止後は松ヶ枝営業所によって運行されている。